# فانز
فانز هي شركة أمريكية تصنع أحذية التزلج على اللوح والملابس ذات الصلة، تأسست في عام 1966، ويقع مقرها الرئيسي في كوستا ميسا ، كاليفورنيا.